# Щеголєв Олександр Юрійович
Олександр Юрійович Щеголєв (10 березня 1963, Донецьк)  — український військовик, начальник Головного управління Служби безпеки України у м. Києві та Київській області у 2013—2014 роках, генерал-майор.

## Життєпис
Народився 10 березня 1963 р. у Донецьку.
В органах держбезпеки з 1991 року.
Протягом 2010—2013 рр. обіймав посади заступника та першого заступника начальника Управління СБ України в Донецькій області.
24 серпня 2013 року Указом Президента України В. Ф. Януковича полковнику О. Ю. Щеголєву присвоєно звання генерал-майора.
У 2013—2014 роках — начальник Головного управління Служби безпеки України у м. Києві та Київській області.

## Нагороди
- Орден Данила Галицького (24.08.2012)[2].

## Судовий процес
6 березня 2015 року Печерський суд Києва обрав щодо Щеголєва запобіжний захід у вигляді цілодобового домашнього арешту. Йому було висунуто підозру в тому, що згідно з версією обвинувачення, саме Щеголєв був безпосереднім керівником так званої «антитерористичної операції», яка почалася 18 лютого 2014 року.
20 серпня 2015 року Печерський суд Києва заарештував Олександра Щеголєва за підозрою в причетності до вбивств активістів під час Революції гідності.. 